# Encyclia rufa
Encyclia rufa là một loài thực vật có hoa trong họ Lan. Loài này được (Lindl.) Britton & Millsp. mô tả khoa học đầu tiên năm 1920.